# Finnische Badmintonmeisterschaft 2005
Die Finnische Badmintonmeisterschaft 2005 fand vom 3. bis zum 6. Februar 2005 in Helsinki in der Ruskeasuon Urheiluhalli statt.

## Finalergebnisse
| Disziplin    | Sieger                           | Finalist                   | Ergebnis           |
| ------------ | -------------------------------- | -------------------------- | ------------------ |
| Herreneinzel | Ville Lång                       | Kasperi Salo               | 15-7, 15-5         |
| Dameneinzel  | Elina Väisänen                   | Saara Hynninen             | 9-11, 13-12, 13-10 |
| Herrendoppel | Petri Hyyryläinen Tuomas Karhula | Ville Lång Pekka Ryhänen   | 15-13, 15-7        |
| Damendoppel  | Leena Löytömäki Saara Hynninen   | Noora Virta Emmi Heikkinen | 11-15, 15-11, 15-2 |
| Mixed        | Tuomas Karhula Leena Löytömäki   | Iwo Zakowski Noora Virta   | 15-12, 15-6        |